# Iris brevicaulis
Iris brevicaulis är en irisväxtart som beskrevs av Constantine Samuel Rafinesque. Iris brevicaulis ingår i släktet irisar, och familjen irisväxter. Inga underarter finns listade i Catalogue of Life.